# Kfz-Kennzeichen (Algerien)

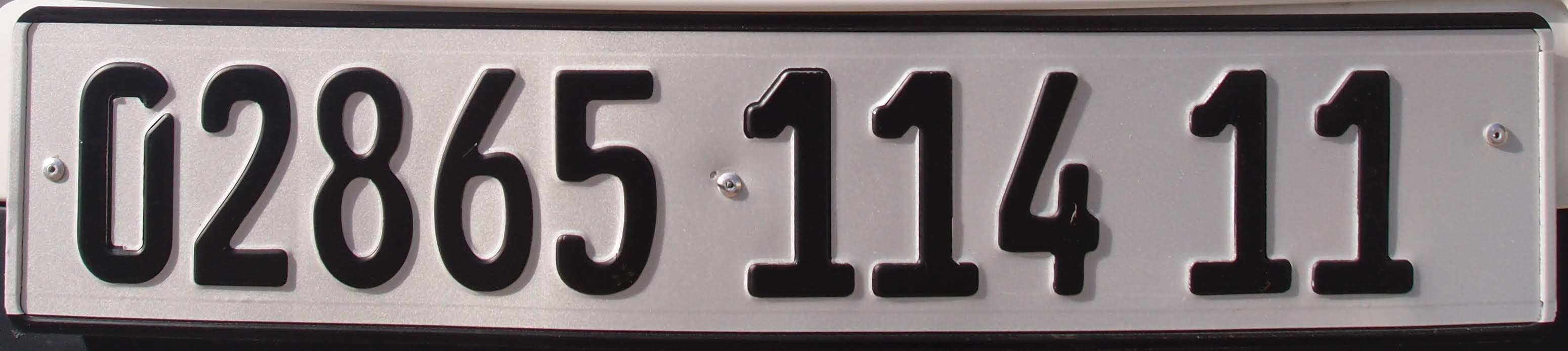
Vorderes Kfz-Kennzeichen aus dem Wilaya Tamanrasset (11)

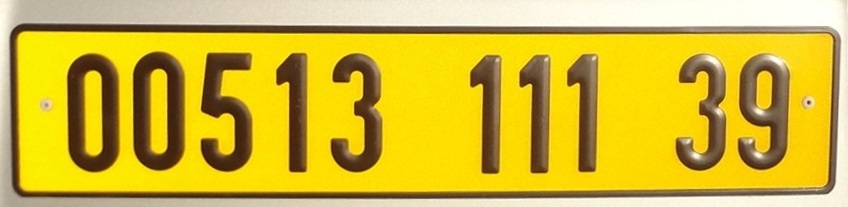
Hinteres Kfz-Kennzeichen aus dem Wilaya El Oued (39)

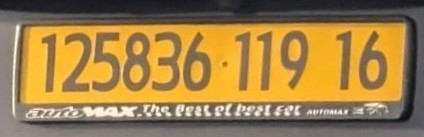
Hinteres Kfz-Kennzeichen mit 6-stelliger Seriennummer aus dem Walaya Algier (16)

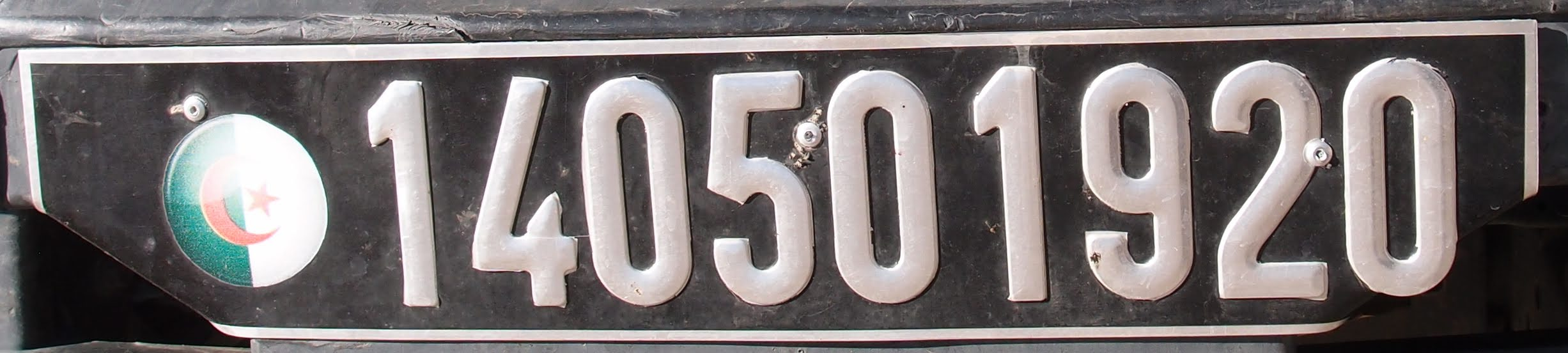
Militärkennzeichen

Geografische Verteilung der Wilayat

Algerische Kfz-Kennzeichen orientieren sich an den ehemaligen französischen Nummernschildern, die bis 2009 ausgegeben wurden. Vordere Schilder besitzen einen weißen Hintergrund, jene am Heck einen gelben, die Aufschrift ist jeweils schwarz. Die Kennzeichen beginnen mit einer Seriennummer, die im Walaya Algier sechs- und ansonsten fünfstellig ist und welche auch führende Nullen ausweisen kann. Es folgt eine dreistellige Zahl, deren erste Ziffer die Fahrzeugklasse angibt (z. B. 1 = Pkw). Die beiden anderen Ziffern kodieren das Jahr der Erstzulassung nach dem Muster 14 = 2014. Das Schild endet mit der Nummer des Wilaya, in der das Fahrzeug zugelassen ist. Algerien ist somit einer der wenigen Staaten, dessen Standard-Kennzeichen ausschließlich aus Ziffern bestehen. Dem Beispiel des Euro-Kennzeichens folgend kommen auch in Algerien blaue Bänder am rechten oder linken Rand des Schildes vor, die das Nationalitätszeichen DZ für arabisch الجزائر (al-Dschazā’ir) zeigen. Gelegentlich wird auch die Flagge Algeriens dargestellt.
Temporäre Schilder beginnen mit sechs Ziffern, gefolgt von 00 und der Wilaya-Nummer. Diplomatenkennzeichen zeigen schwarze Schrift auf dunkelgrünem Grund. Sie beginnen mit den Buchstaben CD oder CMD gefolgt von zwei Zifferngruppen. Kennzeichen der Streitkräfte zeigen die algerische Flagge in Kreisform und schwarzen Hintergrund.
Nummerierung der Wilayat:
| Nummer | Wilaya              |
| ------ | ------------------- |
| 01     | Adrar               |
| 02     | Chlef               |
| 03     | Laghouat            |
| 04     | Umm al-Bawāqī       |
| 05     | Batna               |
| 06     | Bejaia              |
| 07     | Biskra              |
| 08     | Bechar              |
| 09     | Blida               |
| 10     | Bouira              |
| 11     | Tamanrasset         |
| 12     | Tebessa             |
| 13     | Tlemcen             |
| 14     | Tiaret              |
| 15     | Tizi Ouzou          |
| 16     | Algier              |
| 17     | Djelfa              |
| 18     | Jijel               |
| 19     | Sétif               |
| 20     | Saida               |
| 21     | Skikda              |
| 22     | Sidi Bel Abbès      |
| 23     | Annaba              |
| 24     | Guelma              |
| 25     | Constantine         |
| 26     | Medea               |
| 27     | Mostaganem          |
| 28     | M’Sila              |
| 29     | Mascara             |
| 30     | Ouargla             |
| 31     | Oran                |
| 32     | El Bayadh           |
| 33     | Illizi              |
| 34     | Bordj Bou Arreridj  |
| 35     | Boumerdes           |
| 36     | El Tarf             |
| 37     | Tindūf              |
| 38     | Tissemsilt          |
| 39     | El Oued             |
| 40     | Khenchela           |
| 41     | Souk Ahras          |
| 42     | Tipasa              |
| 43     | Mila                |
| 44     | Ain Defla           |
| 45     | Naama               |
| 46     | Ain Temouchent      |
| 47     | Ghardaia            |
| 48     | Relizane            |
| 49     | El M’Ghair          |
| 50     | El Meniaa           |
| 51     | Ouled Djellal       |
| 52     | Bordj Badji Mokhtar |
| 53     | Béni Abbès          |
| 54     | Timimoun            |
| 55     | Touggourt           |
| 56     | Djanet              |
| 57     | In Salah            |
| 58     | In Guezzam          |